# Hippeastrum iguazuanum
Hippeastrum iguazuanum é uma planta bulbosa herbácea perene florida da família Amaryllidaceae . Ocorre desde o sul do Brasil ( Paraná ) até a Argentina ( Misiones ), embora já tenha sido relatado em outros estados brasileiros.

## Descrição
Hippeastrum iguazuanum é um membro raro do gênero Hippeastrum, considerado parte do subgênero Omphalissa (Salisb. ) Padeiro . É caducifólia, florescendo no início da primavera (setembro-outubro) . As flores são amarelas a verdes, com veias vermelhas e tépalas onduladas em faixas. As folhas são glaucas e, em alguns espécimes, as folhas jovens são roxas escuras .

## Taxonomia
Descrito pela primeira vez por Pierfelice Ravenna em 1971, e formalmente nomeado por Dudley e Williams em 1984.

### Etimologia
O nome deriva de sua coleta original e identificação por Ravenna no Parque Nacional Iguazú, na Argentina .

## Ecologia
Hippeastrum iguazuanum prefere falésias com vegetação densa.

## Cultivo
Hippeastrum iguazuanum é facilmente cultivado como planta em vaso ou em jardins em Zonas de Resistência de 10 ou mais ( clima mediterrâneo ). Pode ser propagado a partir de bulbilhos deslocados no bulbo mãe .